# Alternativa di Fredholm
In matematica, l'alternativa di Fredholm, il cui nome è dovuto a Ivar Fredholm, è uno dei teoremi di Fredholm, che si inserisce nel contesto della teoria di Fredholm. L'enuciato mostra che un numero complesso non nullo o è un autovalore di un operatore compatto oppure è nel relativo risolvente.
Il teorema può essere enunciato in diversi modi, in quanto la sua formulazione può essere svolta nell'ambito dell'algebra lineare, delle equazioni integrali o nella teoria degli operatori di Fredholm. 

## Algebra lineare
Sia {\displaystyle V} uno spazio vettoriale di dimensione n e {\displaystyle T:V\to V} una trasformazione lineare. Allora vale esattamente una delle seguenti affermazioni:
- Per ogni {\displaystyle \mathbf {v} \in V} esiste {\displaystyle \mathbf {u} \in V} tale che {\displaystyle T(\mathbf {u} )=\mathbf {v} }. In altri termini, {\displaystyle T} è una funzione suriettiva, e dunque biunivoca poiché lo spazio è finito-dimensionale.
- {\displaystyle \dim(\ker(T))>0}

Una formulazione che utilizza le matrici afferma in modo equivalente che data una matrice {\displaystyle A} di dimensione {\displaystyle m\times n} ed un vettore colonna {\displaystyle \mathbf {b} } di dimensione {\displaystyle m\times 1}, vale esattamente una delle seguenti affermazioni:
- {\displaystyle A\mathbf {x} =\mathbf {b} } possiede una soluzione {\displaystyle \mathbf {x} }
- {\displaystyle A^{T}\mathbf {y} =\mathbf {0} } ha soluzione {\displaystyle \mathbf {y} } con {\displaystyle \mathbf {y} ^{T}\mathbf {b} \neq 0}

Ovvero, {\displaystyle A\mathbf {x} =\mathbf {b} } ha soluzione (cioè {\displaystyle \mathbf {b} \in \operatorname {Im} (A)}) se e solo se per ogni {\displaystyle \mathbf {y} } tale che {\displaystyle A^{T}\mathbf {y} =\mathbf {0} } si ha {\displaystyle \mathbf {y} ^{T}\mathbf {b} =0}, cioè {\displaystyle \mathbf {b} \in \ker(A^{T})^{\bot }}.

## Equazioni integrali
L'alternativa può essere espressa dicendo che, dato un operatore compatto {\displaystyle T}, e dato {\displaystyle \lambda \in \mathbb {C} -\{0\}}, o {\displaystyle T\mathbf {v} =\lambda \mathbf {v} } possiede una soluzione diversa da zero oppure {\displaystyle (T-\lambda I)\mathbf {v} =f} ha soluzione unica per qualsiasi scelta di {\displaystyle f}, che equivale a dire che o {\displaystyle \lambda } è un autovalore (cioè un elemento dello spettro puntuale) oppure {\displaystyle (T-\lambda I)^{-1}} è limitato, cioè {\displaystyle \lambda } è nel dominio dell'operatore risolvente. Nell'ambito delle equazioni integrali questo viene espresso considerando l'equazione integrale di Fredholm:
{\displaystyle \phi (x)-\lambda \int _{a}^{b}K(x,y)\phi (y)\,dy=0}
dove se {\displaystyle K(x,y)} è un nucleo integrale liscio l'operatore integrale così definito è compatto. Data l'equazione non omogenea:
{\displaystyle \phi (x)-\lambda \int _{a}^{b}K(x,y)\phi (y)\,dy=f(x)}
l'alternativa di Fredholm afferma che per ogni numero complesso non nullo {\displaystyle \lambda \in \mathbb {C} } o la prima equazione ha una soluzione non banale oppure la seconda ha una soluzione per ogni {\displaystyle f(x)}, e questo vale anche per le rispettive relazioni complesse coniugate:
{\displaystyle \psi (x)-{\bar {\lambda }}\int _{a}^{b}{\overline {K(x,y)}}\psi (y)\,dy=0\qquad \psi (x)-{\bar {\lambda }}\int _{a}^{b}{\overline {K(x,y)}}\psi (y)\,dy=g(x)}
Una condizione sufficiente per la validità del teorema è che {\displaystyle K(x,y)} sia quadrato sommabile sul rettangolo {\displaystyle [a,b]\times [a,b]} (dove gli estremi possono essere illimitati).

## Il teorema in spazi di Banach
Attraverso gli operatori di Fredholm si generalizza il teorema a spazi di Banach di dimensione arbitraria. In modo informale, la corrispondenza tra la versione dell'enunciato in algebra lineare e quello per le equazioni integrali si mostra ponendo:
{\displaystyle T(x,y)=\lambda \delta (x-y)-K(x,y)}
con {\displaystyle \delta (x-y)} la delta di Dirac. L'operatore {\displaystyle T} può essere visto come un operatore lineare che agisce su uno spazio di Banach {\displaystyle V} di funzioni {\displaystyle \phi (x)}, sicché {\displaystyle T:V\to V} è dato dalla mappa {\displaystyle \phi \mapsto \psi }, con {\displaystyle \psi } fornito da:
{\displaystyle \psi (x)=\int _{a}^{b}T(x,y)\phi (y)\,dy}
Il teorema stabilisce che dato un operatore lineare continuo {\displaystyle T:E\to E} fra spazi di Banach, e detto {\displaystyle T^{*}:E^{*}\to E^{*}} l'operatore nello spazio duale, o esistono soluzioni uniche per:
{\displaystyle T(x)=y\qquad T^{*}(f)=g\quad x,y\in E\quad f,g\in E^{*}}
oppure le equazioni omogenee:
{\displaystyle T(x)=0\qquad T^{*}(f)=0\quad x\in E\quad f\in E^{*}}
hanno lo stesso numero {\displaystyle n<\infty } di soluzioni linearmente indipendenti.
Siano {\displaystyle x_{1},\dots x_{n}} e {\displaystyle f_{1},\dots f_{n}} le soluzioni delle equazioni omogenee. Allora, date due soluzioni particolari {\displaystyle x'} e {\displaystyle f'} delle equazioni non omogenee, la soluzione generale di queste ultime è la somma di una soluzione particolare e di una combinazione lineare di soluzioni (linearmente indipendenti) della relativa equazione omogenea:
{\displaystyle x=x'+\sum _{1}^{n}c_{i}x_{i}\qquad f=f'+\sum _{1}^{n}c_{i}f_{i}}
con {\displaystyle c_{1},\dots ,c_{n}} coefficienti arbitrari.
L'alternativa di Fredholm si applica a un operatore se e solo se esso può essere scritto come la somma di un operatore compatto e di un operatore con inverso continuo.